# Anaglyptus luteofasciatus
Anaglyptus luteofasciatus là một loài bọ cánh cứng trong họ Cerambycidae.